# Уяндыково
Уяндыково (баш. Уяндыҡ) — деревня в Илишевском районе Башкортостана, входит в состав Новомедведевского сельсовета.

## Географическое положение
Расстояние до:
- районного центра (Верхнеяркеево): 33 км,
- центра сельсовета (Новомедведево): 4 км,
- ближайшей ж/д станции (Буздяк): 140 км.

## Население
| 2002 | 2009 | 2010 |
| ---- | ---- | ---- |
| 157  | ↗161 | ↗182 |

Национальный состав
Согласно переписи 2002 года, преобладающая национальность — башкиры (83 %).

## Известные жители
- Ралиф Рафилович Сафин (род. 1954, Уяндыково) — российский предприниматель, член Совета Федерации Федерального Собрания РФ от законодательной власти Республики Алтай (2002—2014).